# Manuel Lamela
Manuel Lamela Fernández (Burgos, 3 de mayo de 1962) es un político español del Partido Popular. Fue consejero de Sanidad de la Comunidad de Madrid y ocupa un puesto en el consejo de administración de Assignia Infraestructuras, empresa concesionaria de la gestión del hospital del Tajo, en Aranjuez.

## Biografía
Tras licenciarse en Derecho por la Universidad San Pablo CEU accede por oposición, en 1988, al Cuerpo de Abogados del Estado.
Su carrera en la Función Pública se inicia en el Servicio Jurídico del Estado en el País Vasco, desde donde pasa, en 1990, a la Dirección General del Servicio Jurídico del Estado del Ministerio de Justicia. Dos años más tarde, comienza a prestar servicio en la Agencia Estatal de Administración Tributaria, desempeñando sucesivamente los puestos de subdirector general de Organización y Asistencia Jurídica (junio de 1992-mayo de 1996) y jefe del gabinete técnico (mayo de 1996-junio de 1997).

### Gobierno de España
El 26 de septiembre de 1997 es nombrado por el Consejo de Ministros y a propuesta de Loyola de Palacio, entonces ministra del ramo, Subsecretario de Agricultura, Pesca y Alimentación. Desempeñó este cargo hasta enero de 2003, cuando fue nombrado director del Gabinete del ministro de Economía, Rodrigo Rato.

### Gobierno de la Comunidad de Madrid
Consejería de Sanidad
El 21 de noviembre de 2003, Esperanza Aguirre lo reclamó para formar parte de su Gobierno, atribuyéndole la cartera de Sanidad y Consumo. Su paso por esa Consejería, que se prolongó hasta junio de 2007, estuvo marcado por el escándalo de las acusaciones vertidas por Lamela de supuestas sedaciones irregulares a enfermos terminales en el Hospital Severo Ochoa de Leganés
En junio de 2013 un juzgado de Madrid admitió a trámite una querella presentada por la Asociación de Facultativos Especialistas de Madrid (AFEM) contra Lamela y otras ocho personas, acusados de cometer irregularidades durante la privatización de la gestión sanitaria externalizada de los hospitales Infanta Elena, Rey Juan Carlos y el Hospital de Torrejón. En octubre de 2013 fue imputado por delitos de cohecho y prevaricación junto con Juan José Güemes. Más tarde, en noviembre de 2014, el caso fue sobreseido por entender el tribunal que "no está debidamente justificada la perpetración de los delitos" siendo la querella una "referencia muy genérica a un sinfín de hechos" y "una letanía de tipos penales que presentan escasa relación entre sí" y por no constituir más que "discrepancias con criterios políticos o incluso administrativos en cuanto a la gestión de la sanidad en la Comunidad de Madrid".
Consejería de Transportes
En la siguiente legislatura fue nombrado consejero de Transportes, cargo que ostentó poco más de un año, hasta septiembre de 2008.
Actividad posterior
En 2019, en el contexto de la instrucción de la macrocausa del caso Púnica, Lamela fue imputado por la Audiencia Nacional por irregularidades en la financiación del PP.